# Nagylévárd
Nagylévárd (szlovákul Veľké Leváre, németül Gross-Schützen) község Szlovákiában, a Pozsonyi kerületben, a Malackai járásban.

## Fekvése
Malackától 8 km-re északra fekszik.

## Története
Valószínűleg 10. századi keletkezésű falu, melyet határvédő íjászok laktak. Első alakja valószínűleg "Nagylő" volt. A település a tatárjáráskor elpusztult, ezután német, szlovák és cseh telepesekkel telepítették be. Miután I. Lajos király 1377-ben híveinek, a Szentgyörgyi és Bazini grófoknak adományozta, a 14. századtól a család borostyánkői uradalmához tartozott. 1378-ban a pozsonyi káptalan oklevelében "Noglew" alakban szerepel. 1397-ben és 1413-ban "Leuar" alakban említik. 1397-ben tesznek említést templomáról és plébániájáról is. A 15. század közepén a husziták foglalták el a környéket, akik a szomszédos Gajar területén építették fel erődített táborukat. 1488-ban Hunyadi Mátyás a községet Johannes Haubitz de Pasthwytznek adta. A 16. században Nagylévárd az alsó-ausztriai Lembach család birtoka lett. Az 1553-as adóösszeírás szerint Lembach Lipótnak 28 adózó portája volt a községben.
1547-ben a Rajna-vidékről menekült habánok eretnek szektájának tagjai telepedtek itt le, később katolikusokká lettek és beleolvadtak a morva és szlovák lakosságba. Emléküket a Habán-udvar őrzi, melynek főterén barokk kápolna áll. A század folyamán délről menekült szerbek és horvátok is letelepedtek itt. 1595-ben 58 adózó háztartása volt, közülük 18 egész, 34 fél, és 4 negyed porta. A habánok 16 portával rendelkeztek. Ezen kívül szeszfőzde és kocsma, valamint a Lembach család fából épített udvarháza, három további nemesi kúria (Balassa Menyhért, Rafel Gábor és Rác István kúriái), továbbá 7 ház nélküli zsellér volt található a településen. A családnevek alapján vegyesen lakták szlovákok, németek és horvátok.
Vályi András szerint "Kis, és Nagy Lévárd. Két tót falu Posony Várm. Kis Lévárdnak földes Ura G. Pálfy Uraság, Nagy Lévárdnak pedig G. Károlyi, és Kollonics Uraságok, ennek harmintzadgya, és Ispotállya is vagyon, lakosai katolikusok, és evangelikusok, Kis Lévárd, Nagy Lévárdnak filiája, fekszenek sík helyen, ’s némelly lakosai híres kés vasakat készítenek, határbéli földgyeik csekély termékenységüek, rozsot, és árpát teremnek, erdejek, réttyek, ’s legelőjök van, szőlejek nints."
Fényes Elek szerint "Lévárd (Nagy), Grosz-Schüczen, Velke Levári, vegyes tót-német m.-város, Pozson vgyében, a Rudava patakja mellett, a holicsi országutban, Pozsontól 6 mfldnyire. Van itt egy kath. paroch. templom; harminczadhivatal; kastély és kert; evang. anyaszentegyház; synagoga; fürészmalom. Lakja 2198 kath., 256 evang., 28 zsidó. Régi anabaptisták maradékai itt is laknak, mint Sz.-Jánoson s különös papot tartanak. Lakosai sok és jó cserép edényt, s a habánok azaz a régi anabaptisták kapos késeket, vas eszközöket készitenek. Határja Lévárdnak is homokos, de jól mivelt; van itt sok kender, rozs, árpa, szép szarvasmarha; erdeje nagy, és vadakkal bővölködő; nagy baromvásárok. F. u. gr. Kolonics Maximilian. Ut. p. Malaczka." 
Pozsony vármegye monográfiájában "Nagylévárd, a morvavölgyi vasútvonal mentén fekszik. Kisközség, körjegyzőségi székhely, melynek 2977 lakosa magyar, német és tót, de ezek közt a tótok vannak a legtöbben. A házak száma 493. E községet mai nevén csak az 1553-iki portális összeírás említi, a mikor Lampatzer Lipót a birtokosa s ennek 28 portája adózik itt. 1647-ben Kollonich Nándort, 1683-ban már Kollonich Zsigmond grófot találjuk birtokosául, kinek révén a birtok és az e család által épített nagyszabású és díszes kastély a Wenckheim grófi család birtokába került. Most Wenchkeim István grófnak van itt nagyobb birtoka és az övé az említett kastély is. A XVII. században mezőváros volt. E községben a XVIII. század első felében habanusok telepedtek meg, kik itt 1760-ban kápolnát építettek. E német települők  megjelenése óta a községnek német Gross-Schützen neve is ismeretes, de ugyanekkor Velke-Levari tót nevével is találkozunk. Azelőtt a községben harminczad-hivatal és serfőző is volt, most pedig az uradalomnak szeszgyára s gőz- és hengermalma van itt. Ezenkívül van a községben kaszinó, Szent-Erzsébet nőegyesület és katholikus legényegylet. Van itt apáczák vezetése alatt álló leányiskola és a Pálos-rend kisebb telepe, mely bérházban van elhelyezve. A szép katholikus templom 1729-ben épült, az ág. h. ev. templom pedig 1790-ben. 1836-ban a kolera tizedelte a lakosokat, 1709-ben és 1866-ban tűzvész pusztította el a község nagy részét. Ide tartoznak a Berger, Dil és Plavala téglavetők, a Jelinek és a Nyirky majorok, a Miohal erdészlak, a Pila malom és a Wenkckheim ménes. A községben van posta, távíró és vasúti állomás."
A trianoni békeszerződésig Pozsony vármegye Malackai járásához tartozott.

## Népessége
| Év:            | 1994. | 2004.    | 2014.   | 2024.   |
| -------------- | ----- | -------- | ------- | ------- |
| Emberek száma: | 3228  | 3554     | 3576    | 3762    |
| Eltérés:       |       | +10,09 % | +0,61 % | +5,20 % |

| Év:            | 2023. | 2024.   |
| -------------- | ----- | ------- |
| Emberek száma: | 3751  | 3762    |
| Eltérés:       |       | +0,29 % |

1910-ben 2871 lakosából 2340 szlovák, 284 német és 191 magyar anyanyelvű volt.
2011-ben 3550 lakosából 3412 szlovák volt.
2021-ben 3719 lakosából 16 (+39) cigány, 13 (+8) magyar, 5 (+5) ruszin, 3423 (+20) szlovák, 64 (+5) egyéb és 198 ismeretlen nemzetiségű volt.

## Neves személyek
- Itt született 1794-ben Schordann Zsigmond orvosdoktor, királyi tanácsos, egyetemi tanár.
- Itt született 1804-ben Michnay Endre Dániel evangélikus líceumi tanár.
- Itt született 1830-ban Aujeszky Lipót tanár, tankönyvszerző.
- Itt született 1848-ban Hőnig István vadászati szakíró.
- Itt született 1892-ben Károlyi Józsefné (Wenckheim Margit) üzletasszony, színházigazgató, embermentő.
- Itt hunyt el 1806-ban Waldperger Ferenc katolikus plébános.

## Nevezetességei
- Szűz Mária Neve tiszteletére szentelt római katolikus templomát 1729 és 1733 között Kollonich Zsigmond érsek építtette.
- Evangélikus temploma 1787 és 1791 között, a vallási tolerancia idején épült torony nélkül. Tornyát 1938-ban építették.
- Barokk Kollonich-Wenckheim várkastélya a 17. század végén, 1683 és 1685 között épült, 1723-ban nyerte el mai formáját.
- A község jellegzetes épületegyüttese a község délnyugati részén található habánudvar. A habán kézművesek 17. és 19. század között épített házai találhatók meg itt.

## Külső hivatkozások
- Hivatalos oldal
- Nagylévárd a Malackai kistérség oldalán
- Tourist-channel.sk
- Községinfó
- Nagylévárd Szlovákia térképén
- E-obce.sk Archiválva 2017. augusztus 7-i dátummal a Wayback Machine-ben